# Monument Burgemeester Tellegen

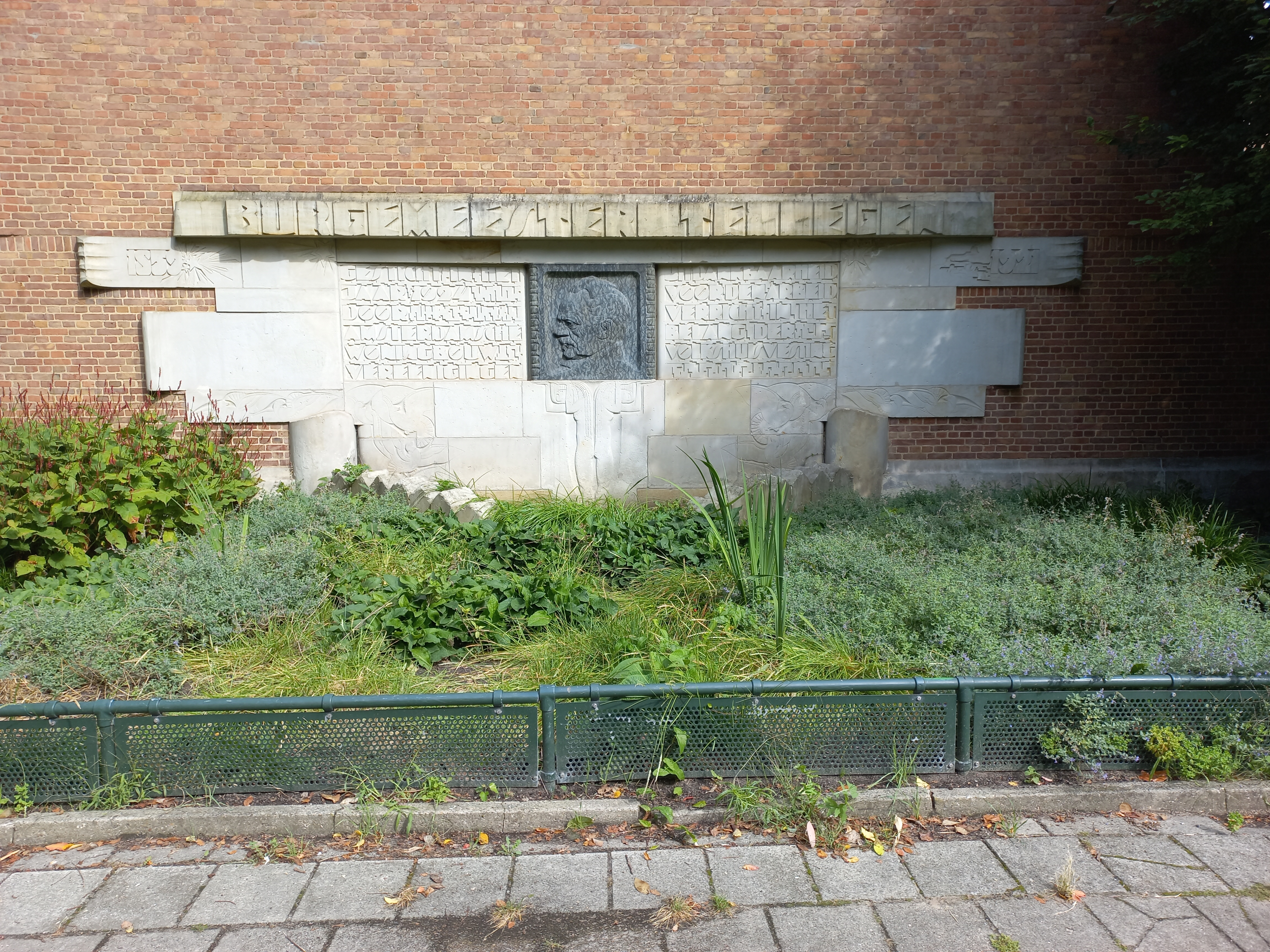
Monument Burgemeester Tellegen (nader, augustus 2024)

Het Monument Burgemeester Tellegen is een monument in Amsterdam-Zuid.
Jan Willem Cornelis Tellegen was vanaf 1901 directeur van "Bouw- en Woningtoezicht" in Amsterdam en vanaf 1915 tot aan zijn dood burgemeester. Hij hielp samen met bijvoorbeeld Arie Keppler het onderhoud van woningen sterk verbeteren (bijnaam was Vader van de bouwverordening) en nam ook initiatief tot de bouw van nieuwe woningen. Voor die nieuwe woningen werd bij gelegenheid architect Piet Kramer ingeschakeld en hij kreeg dan ook de opdracht tot het ontwerp van dit overigens relatief grote monument (het pleintje ervoor staat wel bekend als het Burgemeester Tellegenplein). Kramer werkte voor dit monument samen met Chris van der Hoef (tekstblokken, borstbeeld en duiven en sterren) en Driekus Jansen van Galen (menshoofden). Het monument is gezet in de bebouwing van de Burgemeester Tellegenstraat; in de achtergevel van woningen aan het Coöperatiehof.
Het initiatief voor het monument kwam van de Federatie van Amsterdamsche Woningbouwverenigingen, het ontwerp en bouw namen meerdere jaren in beslag (1921-1929). Het monument werd op 4 juni 1929 onthuld door weduwe Alida Johanna Jacoba Fock in bijzijn van wethouder volkshuisvesting Walrave Boissevain. Het monument en de onthulling daarvan was landelijk nieuws. Kramer kwam met een monument in de bouwstijl Amsterdamse School; anderen zagen ook invloeden van de art deco.
Vanuit een grasperkje rijst het monument op met zinnebeeldige voorstellingen, het geboorte- en sterftejaar (respectievelijk 1859 en 1921) als ook een portret van de voormalige burgemeester. De volgende tekst in Amsterdamse-Schooltypografie is (moeilijk) leesbaar:
Gesticht in het jaar 1924 door Amsterdamsche Woningbouwvereenigingen uit dankbaarheid voor den arbeid, verricht in het belang der volkshuisvesting.
Een ander eerbetoon aan deze burgemeester, het Burgemeester Tellegenhuis had een aanmerkelijk kortere levensduur. Het werd opgeleverd in 1971 en gesloopt in 1994. het stond jarenlang bekend als één van de lelijkste gebouwen van Amsterdam; dat terwijl de woningen aan de Burgemeester Tellegenstraat (Woonblok Coöperatiehof) rijksmonument zijn (Woonblokken Coöperatiehof). De Tellegenbank in Arnhem is rijksmonument.  